# Битів (гміна)
Гміна Битів (пол. Gmina Bytów) — місько-сільська гміна у північній Польщі. Належить до Битівського повіту Поморського воєводства.
Станом на 31 грудня 2011 у гміні проживало 24892 особи.

## Територія
Згідно з даними за 2007 рік площа гміни становила 197.44 км², у тому числі:
- орні землі: 48.00%
- ліси: 39.00%

Таким чином, площа гміни становить 9.00% площі повіту.

## Населення
Станом на 31 грудня 2011:
| Опис     | Загалом | Загалом | Чоловіки | Чоловіки | Жінки | Жінки |
| -------- | ------- | ------- | -------- | -------- | ----- | ----- |
| одиниця  | осіб    | %       | осіб     | %        | осіб  | %     |
| все      | 24892   | 100     | 12202    | 49.02    | 12690 | 50.98 |
| міське   | 17068   | 100     | 8243     | 48.30    | 8825  | 51.70 |
| сільське | 7824    | 100     | 3959     | 50.60    | 3865  | 49.40 |

## Сусідні гміни
Гміна Битів межує з такими гмінами: Божитухом, Ліпниця, Пархово, Студзеніце, Тухоме, Чарна Домбрувка.